# 前1050年代
| 千纪： | 前2千纪 |
| 世纪： | 前12世纪 \| 前11世纪 \| 前10世纪                                                                                     |
| 年代： | 前1080年代 \| 前1070年代 \| 前1060年代 \| 前1050年代 \| 前1040年代 \| 前1030年代 \| 前1020年代                       |
| 年份： | 前1059年 \| 前1058年 \| 前1057年 \| 前1056年 \| 前1055年 \| 前1054年 \| 前1053年 \| 前1052年 \| 前1051年 \| 前1050年 |

## 重要事件及趋势
- 前1059年：紂王正派大軍遠征東夷之際，周武王见機不可失，在太公呂尚等人輔佐下，以兵車三百乘，虎賁（精銳武士）三千人[1]，東進突袭商朝，总兵力甲士四萬五千人。
- 前1057年，周文王伐崇，克之。移都丰（沣）河西岸，命为丰京，建号称王。

## 重要人物
- 周文王（前1096年－前1056年在位），姬姓，名昌，季历之子，商末周部落首领。